# Killer Queen (drag queen)
Killer Queen (Madrid, 2 de fevereiro de 1989), nome artístico de Iván Solar Gil, é uma drag queen, cantora e ativista pelos direitos LGBT espanhola, reconhecida pela sua participação na primeira temporada de Drag Race España, sendo uma das finalistas. Realizou o seu último espetáculo como artista de performance drag a 7 de dezembro de 2024, passando a exercer a tempo inteiro como médico de urgência na Comunidade de Madrid.

## Biografia
Iván Solar Gil nasceu a 2 de fevereiro de 1989 em Madrid, Espanha. É formado em Medicina de Família e Comunidade.
Iniciou a sua carreira na arte do drag e na representação quando estreou-se no teatro musical com um grupo de amigos. Mais tarde adoptou o nome Killer Queen quando num espectáculo de beneficência, intitulado "We will rock you", inspirado nas canções da banda Queen, recebeu o tema "Killer Queen".
Em 2019, lançou-se na música com os singles «No eres como yo» e «Karma», ambos em colaboração com a artista, performer e irmã-drag Ariel Rec, e em 2020, participou na competição Latin Drag Race Internacional, onde representava o seu país, Espanha. Apesar de ter obtido pontos para participar na etapa final da competição, devido à pandemia de COVID-19, decidiu desistir do concurso e, durante um ano, exerceu a tempo inteiro como médico no serviço público de saúde de Espanha.
Em 2021 concorreu à primeira edição do programa televisivo Drag Race España, a versão espanhola da franquia norte-americana RuPaul's Drag Race, tendo obtido a sua primeira vitória no quarto episódio da temporada. Tornou-se na primeira vencedora espanhola da prova Snatch Game, ao imitar e parodiar Isabel Díaz Ayuso, então presidente presidente da Comunidade de Madrid. Posteriomente foi nomeada para ser eliminada no quinto episódio, onde competiu num lip sync da canção «Espetacular» de Fangoria contra Hugáceo Crujiente, vencendo a prova. Bem sucedida no resto da competição, Killer Queen chegou à final da temporada, competindo uma vez mais num lip sync ao som de «La gata bajo la lluvia» de Rocío Dúrcal contra Sagittaria e Carmen Farala, terminando a competição num empate para o segundo e terceiro lugar.
Ainda em 2021, participou no videoclip do tema «My Pussy Is Like a Peach» de Choriza May, com artistas drag nacionais e internacionais, como Kika Lorace e The Macarena.
Em 2024, anunciou que se iria retirar profissionalmente do mundo drag após dez anos a interpretar Killer Queen. A 7 de dezembro desse mesmo ano realizou o seu último espetáculo, tendo contado com a presença de Sagittaria e Arantxa Castilla-La Mancha, entre outras figuras conhecidas, na plateia, e com a participação de Samantha Ballentines e La Caneli no próprio show. No mesmo espetáculo foi homenageada pela Fundación Eddy-G, pelo seu contributo como embaixadora da fundação.

### Activismo
Killer Queen tem reivindicado que «drag é política».
Em 2021 a Associação Trans de Andaluzia-Sylvia Rivera (ATA) outorgou-lhe o Prêmio T pela sua visibilidade mediática e o seu compromisso com as pessoas LGTBI.
Em julho de 2022, foi convidada pelo Grupo Parlamentar Socialista Espanhol para integrar uma mesa redonda onde eram discutidos temas como a igualdade de direitos e representativade nos meios de comunicação, durante as Jornadas LGTBI celebradas na sala Ernest Lluch do Congresso dos Deputados.

## Filmografia

### Televisão
| Ano  | Título                         | Papel     | Notas        |
| ---- | ------------------------------ | --------- | ------------ |
| 2021 | Drag Race España: 1ª Temporada | Finalista | 11 episódios |
| 2022 | <i id="mwbQ">La Roca</i>       | Convidada | 1 episódio   |
| 2022 | Maestros de la costura         | Convidada | 1 episódio   |
| 2022 | Drag Race España: 2ª Temporada | Convidada | 2 episódios  |

## Teatro
- Gran Hotel de las Reinas[23]

## Discografia

### Singles
| Ano  | Título            | Feat.     |
| ---- | ----------------- | --------- |
| 2019 | «No eres como yo» | Ariel Rec |
| 2019 | «Karma»           | Ariel Rec |
| 2021 | «DRAG POWER»      | Ariel Rec |